# Mauchi
El mauchi es un ritual funerario propio de la población afroboliviana.
  

El mauchi es un ritual que consiste en rezar musicalmente o cantar para despedir al difunto en el momento de su entierro. La palabra "mauchi" viene del idioma kikongo y significa "dentro de la tierra". Un ejemplo de canto dedicado al difunto es el siguiente, aunque hay muchos otros: 
"El destino lo ha querido así, tenemos que separarnos [nombre del difunto]. Venimos a despedirnos para esperar encontrarnos en el cielo".  
El mauchi sirve para evocar a los espíritus y pedir por aquellos que abandonan el mundo terrenal y regresan a la tierra, de donde vinieron. Solo los hombres adultos entonan el mauchi.